# Robi Zonca
Robi Zonca, all'anagrafe Roberto Zonca (Bergamo, 28 novembre 1955), è un musicista italiano di genere blues; è autore, arrangiatore, chitarrista, bassista e cantante.

## Biografia
Zonca ha cominciato la sua carriera come sideman suonando con la band di Andy J Forest, da lui conosciuto a Parigi negli anni 80, collaborando poi con Fabio Treves, Ginger Baker, Mia Martini, Ronnie Jones, Tolo Marton e tanti altri.
Nel 2003 forma la sua band e pubblica l'album "Do you know?" che riscuote un ottimo successo di critica e soprattutto di diffusione radiofonica negli Stati Uniti, in Europa e nel resto del mondo.
Robi si convince quindi a seguire la carriera solista pubblicando nel 2005 il suo secondo album "You already know" che segue le orme del primo raggiungendo gli stessi risultati di critica ed airplay.
Durante il tour promozionale del cd, che lo vede ospite presso numerose stazioni radio USA a New York, Los Angeles e New Orleans, Robi incontra, proprio nella città della Louisiana, il cantante Big Luther Kent con il quale si stabilisce un'amicizia e la loro seguente collaborazione porta al primo tour italiano di Luther(accompagnato dalla band di Robi) ed alla pubblicazione nel 2006 di "Magic box", album dal vivo registrato durante il tour.
Nel 2007 Zonca pubblica "Rebel!" registrato tra New York e Milano avvalendosi della collaborazione di strumentisti americani ed italiani tra cui spiccano i nomi di Bernard Purdie, Jerry e Jimmy Vivino, Big Luther Kent, Claudio Bazzari, Antonello Aguzzi(che ha coprodotto insieme a Zonca tutti gli album finora pubblicati).
Il 27 marzo 2010 è uscito l'album So good che vede la partecipazione di ospiti come Luther Kent, Fabrizio Bosso e Sabrina Kabua. Coprodotto con Paolo Filippi, e con la collaborazione di Jantoman per le tastiere e gli arrangiamenti di fiati ed archi, l'album, forse più di tutti gli altri, si sta imponendo sulle radio specializzate degli Stati Uniti, del Regno Unito, australiane, giapponesi ed europee in genere.
Nel 2014 partecipa al disco  "Ila and her fellows", un album di reinterpretazioni di brani 
tradizionali di matrice spiritual, folk blues e old country ideato e prodotto dalla cantautrice Ila (cantautrice)  che vede protagonisti con Ila, 16 musicisti.
Sempre nel 2014 esce To fill my soul ultimo lavoro di Zonca coprodotto artisticamente da Robi in squadra con Jantoman ed il fido bassista Paolo Legramandi.  10 tracce, una sola cover, Tonight I'll Be Staying Here with You di Bob Dylan
La band di Robi è attualmente formata da:
- Robi Zonca: voce e chitarra
- Paolo Legramandi: basso e cori
- Nik Carraro: chitarra e cori
- Teo Marchese: batteria e cori.

Inoltre:
- Antonello"Jantoman"Aguzzi: tastiere e cori
- Federico Duende: percussioni

## Discografia
- Do you know? (2003)
- You already know (2005)
- Magic box live (2006) con il cantante di New Orleans Big Luther Kent
- Rebel! (2007) registrato a New York e Milano (partecipano come ospiti Bernard Pretty Purdie, Jerry e Jimmy Vivino)
- So good (2010) registrato al Cavò Studio e masterizzato ai Metropolis Studios London (partecipano come ospiti Luther Kent, Fabrizio Bosso e Sabrina Kabua)
- To fill my soul (2014) registrato al Suonovivo coprodotto da Zonca, Aguzzi e Legramandi